# Canton d'Algrange
Le canton d'Algrange est une circonscription électorale française située dans le département de la Moselle et la région Grand Est.

## Géographie
Ce canton est organisé autour d'Algrange dans l'arrondissement de Thionville. Son altitude varie de 193 m (Nilvange) à 452 m (Audun-le-Tiche).

## Histoire
Canton créé en 1982.
Il était dans l'arrondissement de Thionville-Ouest jusqu'au 31 décembre 2014.
Par décret du 18 février 2014, le nombre de cantons du département est divisé par deux, avec mise en application aux élections départementales de mars 2015. Le canton d'Algrange est conservé et s'agrandit. Il passe de 4 à 16 communes.

## Représentation

### Représentation avant 2015
| Période | Période | Identité                     | Étiquette | Qualité                                                                                              |
| ------- | ------- | ---------------------------- | --------- | --- |
| 1982    | 1992    | Victor Madelaine (1927-2014) | PS        | Contremaître Maire de Nilvange (1965-2001) Ancien conseiller général du Canton d'Hayange (1967-1982) |
| 1992    | 1998    | Henriette Simonetto          | PCF       | V.R.P. en produits d’entretien, puis inspectrice commerciale Maire d'Algrange (1977-1995)            |
| 1998    | 2004    | André Pauly                  | PS        | Instituteur, maire de Neufchef (1983-2001)                                                           |
| 2004    | 2015    | René Gori                    | PS        | Directeur d'école Maire de Nilvange (2001-2014)                                                      |

### Représentation à partir de 2015
| Période élective | Période élective | Mandat | Mandat       | Identité                 | Nuance | Nuance | Qualité                                                                                    |
| ---------------- | ---------------- | ------ | ------------ | ------------------------ | ------ | ------ | ------------------------------------------------------------------------------------------ |
| 2015             | 2021             | 2015   | 2018 (décès) | Jacky Aliventi           |        | PS     | Conseiller municipal de Boulange Ancien conseiller général du Canton de Fontoy (2004-2015) |
| 2015             | 2021             | 2015   | 2021         | Peggy Mazzero-Becker     |        | PS     | Adjointe au maire d'Algrange                                                               |
| 2015             | 2021             | 2018   | 2021         | Eraldo Marroni           |        | PS     | Professeur à la retraite Conseiller municipal de Neufchef                                  |
| 2021             | 2028             | 2021   | en cours     | Alexandra Rebstock Pinna |        | DVC    | Professeure des écoles Maire de Nilvange                                                   |
| 2021             | 2028             | 2021   | en cours     | Mathieu Weis             |        | DVD    | Employé de banque Maire de Fontoy                                                          |

### Résultats détaillés

#### Élections de mars 2015
À l'issue du 1er tour des élections départementales de 2015, deux binômes sont en ballottage : John Dewald et Christine Lauer (FN, 29,84 %) et Jacky Aliventi et Peggy Mazzero-Becker (PS, 26,01 %). Le taux de participation est de 38,02 % (11 133 votants sur 29 281 inscrits) contre 44,87 % au niveau départemental et 50,17 % au niveau national.
Au second tour, Jacky Aliventi et Peggy Mazzero-Becker (PS) sont élus avec 60,85 % des suffrages exprimés et un taux de participation de 38,52 % (6 353 voix pour 11 280 votants et 29 281 inscrits).

#### Élections de juin 2021
Le premier tour des élections départementales de 2021 est marqué par un très faible taux de participation (33,26 % au niveau national). Dans le canton d'Algrange, ce taux de participation est de 22,04 % (6 073 votants sur 27 560 inscrits) contre 26,75 % au niveau départemental. À l'issue de ce premier tour, deux binômes sont en ballottage : Alexandra Rebstock Pinna et Mathieu Weis (Union au centre et à gauche, 41,67 %) et Gilles Destremont et Beatrice Ficarra (EG, 31,69 %).
Le second tour des élections est marqué une nouvelle fois par une abstention massive équivalente au premier tour. Les taux de participation sont de 34,36 % au niveau national, 27,16 % dans le département et 23,08 % dans le canton d'Algrange. Alexandra Rebstock Pinna et Mathieu Weis (Union au centre et à gauche) sont élus avec 58,3 % des suffrages exprimés (3 450 voix pour 6 363 votants et 27 571 inscrits),,. 

## Composition

### Composition de 1982 à 2015

Situation du canton d'Algrange dans l'arrondissement de Thionville-Ouest avant 2015.

Le canton d'Algrange regroupait quatre communes.
| Nom                  | Code Insee | Codepostal | Superficie (km2) | Population (dernière pop. légale) | Densité (hab./km2) |
| -------------------- | ---------- | ---------- | ---------------- | --------------------------------- | ------------------ |
| Algrange (chef-lieu) | 57012      | 57440      | 6,96             | 6 381 (2012)                      | 917                |
| Knutange             | 57368      | 57240      | 2,43             | 3 239 (2012)                      | 1 333              |
| Neufchef             | 57498      | 57700      | 16,74            | 2 527 (2012)                      | 151                |
| Nilvange             | 57508      | 57240      | 2,81             | 4 896 (2012)                      | 1 742              |

### Composition depuis 2015
Le canton d'Algrange comporte désormais seize communes.
| Nom                              | Code Insee | Intercommunalité               | Superficie (km2) | Population (dernière pop. légale) | Densité (hab./km2) | Modifier                                    |
| -------------------------------- | ---------- | ------------------------------ | ---------------- | --------------------------------- | ------------------ | ------------------------------------------- |
| Algrange (bureau centralisateur) | 57012      | CA du Val de Fensch            | 6,96             | 5 928 (2022)                      | 852                | modifier les données · modifier les données |
| Angevillers                      | 57022      | CA Portes de France-Thionville | 8,71             | 1 357 (2022)                      | 156                | modifier les données · modifier les données |
| Audun-le-Tiche                   | 57038      | CC du Pays Haut Val d'Alzette  | 15,43            | 7 268 (2022)                      | 471                | modifier les données · modifier les données |
| Aumetz                           | 57041      | CC du Pays Haut Val d'Alzette  | 10,35            | 2 401 (2022)                      | 232                | modifier les données · modifier les données |
| Boulange                         | 57096      | CC du Pays Haut Val d'Alzette  | 12,78            | 2 431 (2022)                      | 190                | modifier les données · modifier les données |
| Fontoy                           | 57226      | CA Portes de France-Thionville | 16,88            | 3 163 (2022)                      | 187                | modifier les données · modifier les données |
| Havange                          | 57305      | CA Portes de France-Thionville | 9,65             | 451 (2022)                        | 47                 | modifier les données · modifier les données |
| Knutange                         | 57368      | CA du Val de Fensch            | 2,43             | 3 206 (2022)                      | 1 319              | modifier les données · modifier les données |
| Lommerange                       | 57411      | CA Portes de France-Thionville | 7,97             | 383 (2022)                        | 48                 | modifier les données · modifier les données |
| Neufchef                         | 57498      | CA du Val de Fensch            | 16,74            | 2 636 (2022)                      | 157                | modifier les données · modifier les données |
| Nilvange                         | 57508      | CA du Val de Fensch            | 2,81             | 4 375 (2022)                      | 1 557              | modifier les données · modifier les données |
| Ottange                          | 57529      | CC du Pays Haut Val d'Alzette  | 15,48            | 3 012 (2022)                      | 195                | modifier les données · modifier les données |
| Rédange                          | 57565      | CC du Pays Haut Val d'Alzette  | 5,50             | 1 004 (2022)                      | 183                | modifier les données · modifier les données |
| Rochonvillers                    | 57586      | CA Portes de France-Thionville | 5,64             | 205 (2022)                        | 36                 | modifier les données · modifier les données |
| Russange                         | 57603      | CC du Pays Haut Val d'Alzette  | 3,46             | 1 257 (2022)                      | 363                | modifier les données · modifier les données |
| Tressange                        | 57678      | CA Portes de France-Thionville | 9,36             | 2 464 (2022)                      | 263                | modifier les données · modifier les données |
| Canton d'Algrange                | 5701       |                                | 150,15           | 41 541 (2022)                     | 277                | modifier les données                        |

## Démographie

### Démographie avant 2015
| 1982   | 1990   | 1999   | 2006   | 2011   | 2012   |
| ------ | ------ | ------ | ------ | ------ | ------ |
| 19 325 | 18 201 | 17 599 | 17 318 | 17 157 | 17 043 |

### Démographie depuis 2015
En 2022, le canton comptait 41 541 habitants, en évolution de +1,74 % par rapport à 2016 (Moselle : +0,52 %, France hors Mayotte : +2,11 %).
| 2013   | 2018   | 2022   |
| ------ | ------ | ------ |
| 40 595 | 41 146 | 41 541 |